# Marcos Rey
Edmundo Donato (São Paulo, 17 de fevereiro de 1925 – São Paulo, 1 de abril de 1999), mais conhecido pelo pseudônimo Marcos Rey, foi um escritor e roteirista brasileiro.

## Biografia
Edmundo Donato nasceu em 1925, em São Paulo. Seu pai, gráfico e encadernador, trabalhava na editora de Monteiro Lobato. Seu irmão era o também escritor Mário Donato.Aos dez anos, contraiu hanseníase (então conhecida como lepra), tendo sido internado  à força pelo Departamento de Profilaxia da Lepra de São Paulo em diversos sanatórios e hospitais, e tendo fugido várias vezes.  Nos anos 1940, com a descoberta das sulfonas, o escritor foi curado, mas a doença deixou sequelas em suas mãos, que frequentemente escondia. O fato só foi divulgado após a morte de Rey; o estigma da doença o envergonhava.
Aos 16 anos, publicou seu primeiro conto, Ninguém entende Wiu-Li, no jornal Folha da Manhã. Aos 20 anos, mudou-se para o Rio de Janeiro, onde o risco de ser internado era menor. Lá, trabalhou como tradutor. Voltou para São Paulo para trabalhar na Rádio Excelsior.
Escreveu livros para adultos, como Um gato no triângulo (1953), O enterro da cafetina (1967), Memórias de um gigolô (1968) e Malditos paulistas (1980), mas ficou especialmente conhecido como autor de literatura infanto-juvenil com livros como O Mistério do Cinco Estrelas (1981), O Rapto do Garoto de Ouro (1982) e Um Cadáver Ouve Rádio (1983) que foram publicados pela Série Vaga-Lume, da Editora Ática.
Três de seus livros (Memórias de um Gigolô, O Enterro da Cafetina e Café na Cama) foram adaptados para o cinema.
Também escreveu roteiros para televisão, como as novelas O Grande Segredo (1967), A Moreninha (1975), e  a série Sítio do Pica-Pau Amarelo (1977) .  Durante a década de 1970, foi roteirista de pornochanchadas.
Foi fundador da União Brasileira dos Escritores (UBE) onde criou o prêmio Juca Pato de Intelectual do Ano. Foi eleito para a Academia Paulista de Letras em 1986, tomando posse em 29/10/1987. Ocupou a cadeira nº 17 em substituição a Ernâni Silva Bruno.

### Vida pessoal e morte
Marcos Rey foi casado com Palma Bevilacqua Donato (1928-2019) por 39 anos. Ele morreu  em 1º de abril de 1999, aos 74 anos, de complicações de uma cirurgia. Suas cinzas foram espalhadas de helicóptero por São Paulo pela viúva.

## Prêmios
| Ano  | Obra                            | Categoria                   | Premiação          |
| ---- | ------------------------------- | --------------------------- | ------------------ |
| 1995 | -                               | Intelectual do Ano          | Prêmio Juca Pato   |
| 1994 | O Último Mamífero do Martinelli | Contos / Crônicas / Novelas | 36.º Prêmio Jabuti |
| 1968 | O Enterro da Cafetina           | Contos / Crônicas / Novelas | 10.º Prêmio Jabuti |

## Livros publicados
Literatura infanto-juvenil:
- Não era uma vez (infantil, 1956)
- O Mistério do Cinco Estrelas (romance juvenil, Série Vaga-lume, 1981)
- O Rapto do Garoto de Ouro (romance juvenil, Série Vaga-lume, 1982)
- Um cadáver ouve rádio (romance juvenil, Série Vaga-lume,1983)
- Sozinha no Mundo (romance juvenil, Série Vaga-lume,1984)
- Dinheiro do céu (romance juvenil, Série Vaga-lume,1985)
- Proclamação da República (paradidático, 1985)
- Enigma na televisão (romance juvenil, Série Vaga-lume, 1986)
- Bem-vindos ao Rio (romance juvenil, Série Vaga-lume,1986)
- Garra de campeão (romance juvenil, Série Vaga-lume,1988)
- Corrida infernal (romance juvenil, Série Vaga-lume,1989)
- Quem Manda Já Morreu (romance juvenil, Série Vaga-lume,1990)
- Na rota do perigo (romance juvenil, Série Vaga-lume,1992)
- Um rosto no computador (romance juvenil, Série Vaga-lume,1993)
- Doze Horas de Terror (romance juvenil, Série Vaga-lume,1994)
- Brasil, o país do sexo (paradidático,1994)
- O diabo no porta-malas (romance juvenil, Série Vaga-lume,1995)
- Gincana da morte (romance juvenil, Série Vaga-lume,1997)
- O menino que adivinhava (romance juvenil, Série Vaga-lume Júnior, 2000)
- Diário de Raquel (romance juvenil, 2004)
- O coração roubado (crônicas, 1996)

Literatura adulta:
- Um gato no triângulo (novela, 1953)
- Café na cama (romance, 1960)
- Entre sem bater (romance, 1961)
- A última corrida (romance, 1963)
- Grandes Crimes da História (paradidático, 1967)
- O enterro da cafetina (contos, 1967)
- Memórias de um gigolô (romance, 1968)
- O pêndulo da noite (contos, 1977)
- Ópera de sabão (romance, 1978)
- Soy loco por ti, América! (contos, 1978)
- Malditos paulistas (romance, 1980)
- A arca dos marechais (romance 1985)
- Esta noite ou nunca (romance, 1988)
- O roteirista profissional (ensaio, 1989)
- A sensação de setembro (romance, 1989)
- O último mamífero do Martinelli (novela, 1995)
- Os crimes do olho-de-boi (romance, 1995)
- O caso do filho do encadernador (autobiografia, 1997)
- Fantoches (novela, 1998)
- Cão da meia noite (contos, 1998)
- Melhores contos de Marcos Rey (antologia, 2005)
- Mano Juan (romance póstumo, escrito em 1978, publicado em 2005)

## Homenagem
Na cidade de São Paulo há uma biblioteca municipal que recebeu o nome do escritor. Trata-se da Biblioteca Marcos Rey que fica localizada no bairro do Campo Limpo, na Zona Sul.